# 透輝石
透輝石（とうきせき、diopside、ダイオプサイド）は、鉱物の一種（ケイ酸塩鉱物）。カルシウムとマグネシウムを含む単斜輝石。輝石の一種。
化学組成は CaMgSi2O6 で、Mg が Fe2+ に置換したものは灰鉄輝石。透輝石と灰鉄輝石とは連続固溶体をつくり、かつてはその間をサーラ輝石（salite）と鉄サーラ輝石（ferrosalite）と称したが、現在では使われない。また、Mg が Mn に置換したものはヨハンセン輝石。カルシウムの割合が少なくなったものは普通輝石。
クロムを含むものは緑色を呈する。
火成岩や変成岩を構成する造岩鉱物で、スカルン鉱床にも産する。
裂開（割れ目）が発達して真珠光沢や金属光沢を示すものを異剥輝石（いはくきせき、diallage）というが、正式鉱物名ではない。